# Taylorsville (Karolina Północna)
Taylorsville – miasto w Stanach Zjednoczonych, w stanie Karolina Północna, w hrabstwie Alexander.